# Aanslag van ambtswege
De aanslag van ambtswege (Frans: taxation d'office) is een procedure in de Belgische inkomstenbelasting die door de fiscus kan worden gevolgd als antwoord op het feit dat de belastingplichtige zich niet heeft gehouden aan bepaalde voorschriften, vooral informatieverplichtingen. De aanslag van ambtswege wordt geregeld in de artikelen 351 tot en met 352bis van het Wetboek van de Inkomstenbelastingen van 1992. De procedure van aanslag van ambtswege bestaat in bepaalde gevallen waar de belastingplichtige het werk van de administratie belemmert of bemoeilijkt bij het vaststellen of controleren van de belastbare grondslag.

Het voornaamste gevolg van deze procedure is dat de fiscus een aanslag kan vestigen op de inkomsten waarvan hij het bestaan vermoedt op basis van de gegevens waarover hij beschikt. Deze aanslag wordt geacht correct te zijn, tenzij de belastingplichtige het tegenbewijs levert. De bewijslast wordt dus omgedraaid. In de normale aanslagprocedure is dit anders: daar wordt de aangifte geacht juist te zijn, tenzij de fiscus het tegendeel bewijst.

## Toepassingsgevallen
Een aanslag van ambtswege is slechts mogelijk in de volgende gevallen:
1. de belastingplichtige heeft zijn aangifte niet of te laat ingediend,
2. de belastingplichtige heeft een ongeldige aangifte ingediend (bijvoorbeeld een niet getekende aangifte, een blanco aangifte of een aangifte die slechts door een van de twee echtgenoten werd ondertekend),
3. de belastingplichtige heeft geen inzage gegeven in zijn boeken of bescheiden bijvoorbeeld in het kader van een fiscale visitatie,
4. de belastingplichtige heeft niet of niet tijdig geantwoord op een bericht van wijziging, en
5. de belastingplichtige heeft niet of niet tijdig geantwoord op een vraag om inlichtingen.

### Facultatief of verplicht?
In principe is het ambtshalve vestigen van een aanslag een facultatief te volgen procedure voor de fiscus. Dit volgt uit het woord "kan" in artikel 351 WIB.92.
Het Hof van Cassatie heeft in arresten van 19 mei 2015 en 29 november 2018 evenwel beslist dat in de volgende gevallen de fiscus verplicht is om een aanslag van ambtswege te vestigen:
1. een blanco aangifte,
2. een niet gedagtekende aangifte, en
3. in het geval van een gemeenschappelijke aangifte: een aangifte die slechts door één van de twee echtgenoten werd ondertekend.

## Gevolgen
De aanslag van ambtswege heeft enerzijds tot gevolg dat de fiscus belasting kan heffen op het bedrag van de belastbare inkomsten die hij kan vermoeden op grond van de gegevens waarover hij beschikt.

### Omkering bewijslast
Eén en ander betekent dat de bewijslast wordt omgekeerd: de belastingplichtige moet bewijzen dat de aanslag verkeerd is, terwijl normaal gezien de fiscus moet bewijzen dat de aangifte verkeerd is. De bewijslast wordt echter niet omgekeerd indien de belastingplichtige wettige redenen kan inroepen voor het niet (tijdig) antwoorden antwoorden op de vraag om inlichtingen of op het niet ingeven van inzage in de boeken of bescheiden.
De omkering van de bewijslast houdt in dat de ambtshalve gevestigde aanslag wordt vermoed correct te zijn, tenzij de belastingplichtige het tegenbewijs levert (wat inhoudt dat de belastingplichtige het juiste bedrag van zijn belastbare inkomsten aantoont), de ambtshalve aanslag zelf aanvecht of de ambtshalve aanslag na inkohiering niet kan worden verbeterd, maar enkel vernietigd.
Deze bewijsstukken mogen niet voor de eerste keer worden voorgelegd in een gerechtelijke procedure, maar moeten reeds in de administratieve fase van het geschil worden overgemaakt aan de administratie zodat deze de kans heeft om de stukken te onderzoeken. Met stukken die voor de eerste keer worden voorgelegd in de gerechtelijke procedure, moet geen rekening worden gehouden aangezien de administratie in de gerechtelijke procedure niet meer over de onderzoeks- en controlebevoegdheden beschikt waarover ze wel beschikte in de taxatie- en aanslagprocedure.

## Procedure
De aanslag van ambtswege moet op straffe van nietigheid gevestigd worden aan de hand van een aangetekende brief die de redenen van de toepassing van de procedure dient te vermelden, alsook de gegevens waarop de aanslag steunt en de wijze van vaststelling van de belastbare grondslag.
De belastingplichtige heeft een maand de tijd om hier schriftelijk op te reageren. De fiscus moet hierop op straffe van nietigheid schriftelijk antwoorden, ten laatste op de dag van het vestigen van de aanslag.

## Bewijsmiddelen administratie
De administratie vestigt de aanslag van ambtswege op het bedrag van de belastbare inkomsten die de administratie kan vermoeden op grond van de gegevens waarover zij beschikt. De administratie kan bijvoorbeeld steunen op de informatie uit een laattijdige aangifte, uit de btw-aangiftes van de belastingplichtige, tekenen en indiciën, feitelijke vermoedens gebaseerd op eerdere aangiftes van vorige aanslagjaren enz.
Een willekeurige aanslag is evenwel verboden. De bewijsmiddelen die de administratie hanteert, moeten bewijskrachtig en rechtsgeldig zijn.